# ملعب نيلسون مانديلا باي
 ملعب نيلسون مانديلا  ، هو واحد من ملاعب جنوب أفريقيا لاستضافة كأس العالم 2010 يسع لـ 48,000 متفرج وتبلغ تكلفة إنشاءه 270 مليون دولار، وهو يقع في مدينة بورت إليزابيث . وقد بني هذا الملعب ليروي عطش محبي الساحرة المستديرة في المدينة حيث أنه أول ملعـب مخصص لكرة القدم في مدينة بورت إليزابيث، والملعب يطل على ضفاف بحيرة نورث اند مما يضفي جمالاً وجاذبية على المباريات.
يذكر أن هذا الملعب كان واحداً من الملاعب المقررة لاستضافة كأس العالم للقارات 2009 لكنه أعلن عن عدم جاهزيته، وتلعب به خمسة مباريات من دور المجموعات بكأس العالم 2010 إلى جانب مباراة من الدور ثمن النهائي وأخرى من ربع النهائي ثم مباراة تحديد المركزين الثالث والرابع.
ومما يميز تصميم الاستاد ألوان المدرجات التي تتباين بين ظلال متفاوتة من اللون البرتقالي الفاتح إلى الأحمر الداكن مما يعطي الانطباع بامتلاء مدرجات الاستاد حتى لو لم تكن ممتلئة بالفعل.
ولا يوجد ممثل لمدينة بورت إليزابيث حاليا بالدوري الجنوب أفريقي الممتاز رغم العديد من المحاولات السابقة، التي باءت بالفشل، لإيصال منافسات الدوري الممتاز للمدينة.
وهذا الأمر أدى إلى إثارة القلق حول مستقبل استاد نيلسون مانديلا باي على المدى البعيد حيث ألمح فريق إيسترن بروفينس رجبي يونيون إلى رغبته في خوض مبارياته بهذا الاستاد دون أن يتولى إدارته.(SPG)